# 浦安町
浦安町（うらやすまち）は、鳥取県東伯郡にあった町である。現在の琴浦町の主要部を占める。

## 歴史
- 1940年（昭和15年）12月12日 - 東伯郡逢束村・市勢村・伊勢崎村が合併して浦安村が発足。
- 1942年（昭和17年）2月11日 - 浦安村が町制施行して浦安町となる。
- 1954年（昭和29年）2月1日 - 八橋町・上郷村・古布庄村・下郷村と合併して東伯町が発足。同日浦安町廃止。